# Christo Bilukidi
Christo Mulumba Bilukidi (Angola, 13 dicembre 1989) è un ex giocatore di football americano angolano con cittadinanza canadese che ha giocato nel ruolo di defensive end nella National Football League (NFL). Fu scelto nel corso del sesto giro (189º assoluto) del Draft NFL 2012 dagli Oakland Raiders. Al college giocò a football alla Georgia State University.

## Carriera professionistica

### Oakland Raiders
Bilukidi fu selezionato nel corso del sesto giro del draft 2012 dagli Oakland Raiders, divenendo il primo giocatore della storia proveniente da Georgia State ad essere scelto nel draft. Il 7 giugno firmò un contratto quadriennale per un totale di 2,2 milioni di dollari, inclusi 103.864 di bonus alla firma. Debuttò come professionista il 10 settembre contro i San Diego Chargers. Chiuse la stagione da rookie giocando 13 partite e totalizzando 8 tackle.
Nella settimana 2 della stagione 2013 contro i Jacksonville Jaguars, Christo mise a segno il suo primo sack in carriera da 9 yard ai danni di Chad Henne. Il 23 ottobre venne svincolato per far posto in squadra a Martez Wilson.

### Cincinnati Bengals
Il 21 novembre 2013, Bilukidi firmò con i Cincinnati Bengals. Fu svincolato il 6 settembre 2014, prima dell'inizio della stagione regolare.

### Baltimore Ravens
L'8 settembre 2014, Bilukidi firmò con i Baltimore Ravens. Il 27 febbraio 2015, rinnovò per altri due anni

## Statistiche
| Partite totali      | 24  |
| Partite da titolare | 0   |
| Tackle              | 16  |
| Sack                | 1,0 |
| Intercetti          | 0   |
| Fumble forzati      | 0   |

Statistiche aggiornate alla stagione 2014